# Mühlhof (Prenzlau)
Mühlhof ist ein bewohnter Gemeindeteil im Ortsteil Güstow der Kreisstadt Prenzlau im Landkreis Uckermark in Brandenburg.

## Geographie
Der Ort liegt zwei Kilometer südöstlich von Güstow und vier Kilometer westlich von Prenzlau. Die Nachbarorte sind Klinkow im Norden, Prenzlau im Osten, Röpersdorf im Südosten, Louisenthal im Süden, Schmachtenhagen, Groß Sperrenwalde und Gollmitz im Südwesten, Horst im Westen sowie Güstow und Basedow im Nordwesten.

## Geschichte
Die erste schriftliche Erwähnung des Ortes stammt aus dem Jahr 1845. Auf der Seite 386 des Amtsblattes der Regierung Potsdam aus dem Jahr findet sich ein Eintrag zum Ort in der Schreibweise Mühlhoff.